# Svorník

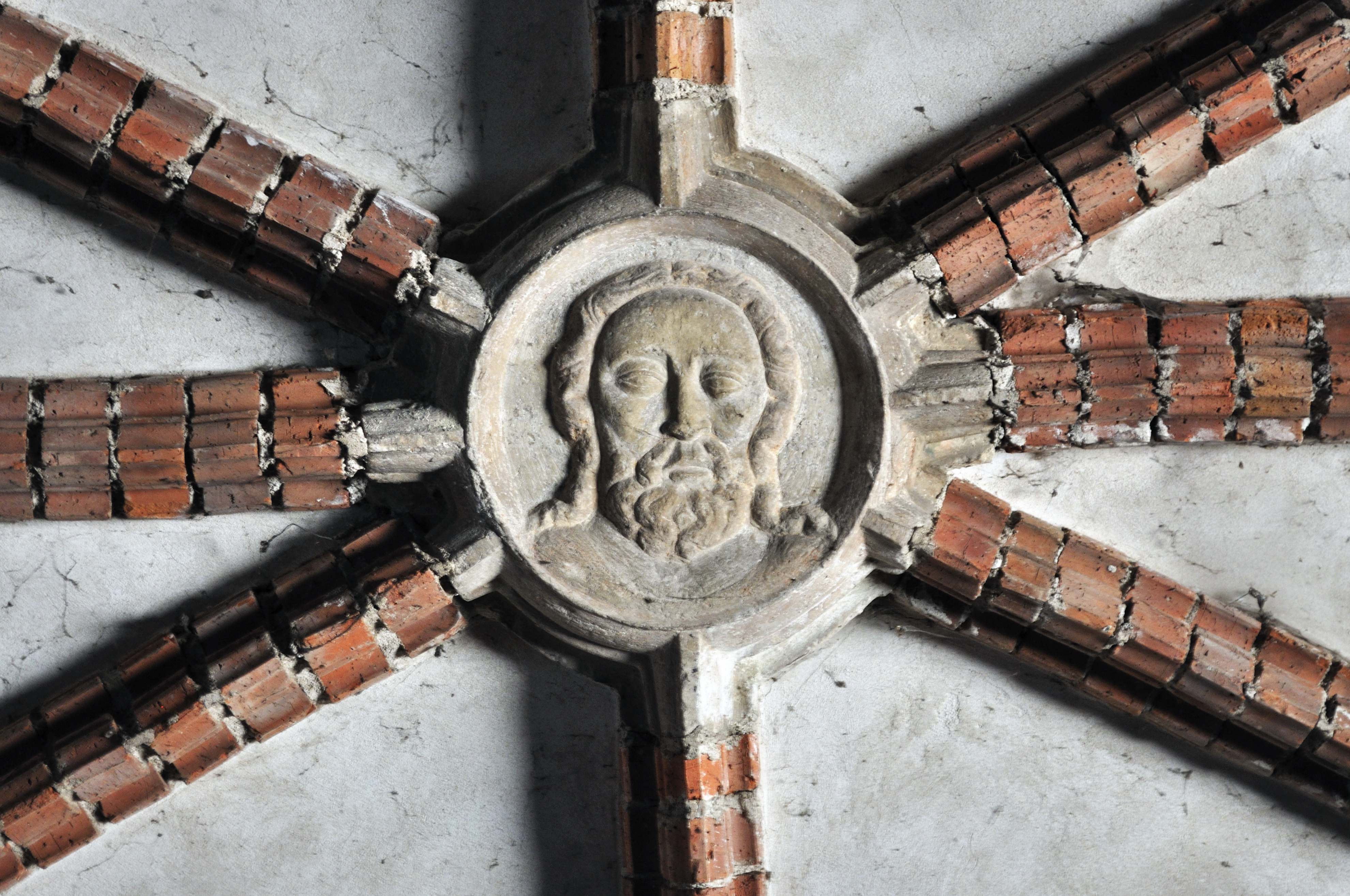
Svorník s vyobrazením Ježíše Krista v kapli sv. Anny v polském Malborku

Svorník je architektonický prvek používaný zejména v gotické architektuře.
Nachází se zpravidla ve vrcholu žebrové klenby, či v průsečíku klenebních žeber. V pozdní gotice však může být umístěn v rámci formální hry s architektonickými prvky i v jiných částech členitější klenby, opatřené větším počtem žeber než klenba křížová. Svorník svádí tlaky klenebních žeber. Technicky jde v podstatě o specifický klenák. Bývá často dekorován reliéfem či malbou, může však mít také volný střed, sloužící ke spouštění, resp. vytahování osvětlovadel. V prostředí gotických černých kuchyní sloužil rozměrný otvor ve svorníku složeného z několika segmentů k odvodu kouře (raně gotická kuchyně v Anežském klášteře v Praze).